# موزه نظامی (تهران)

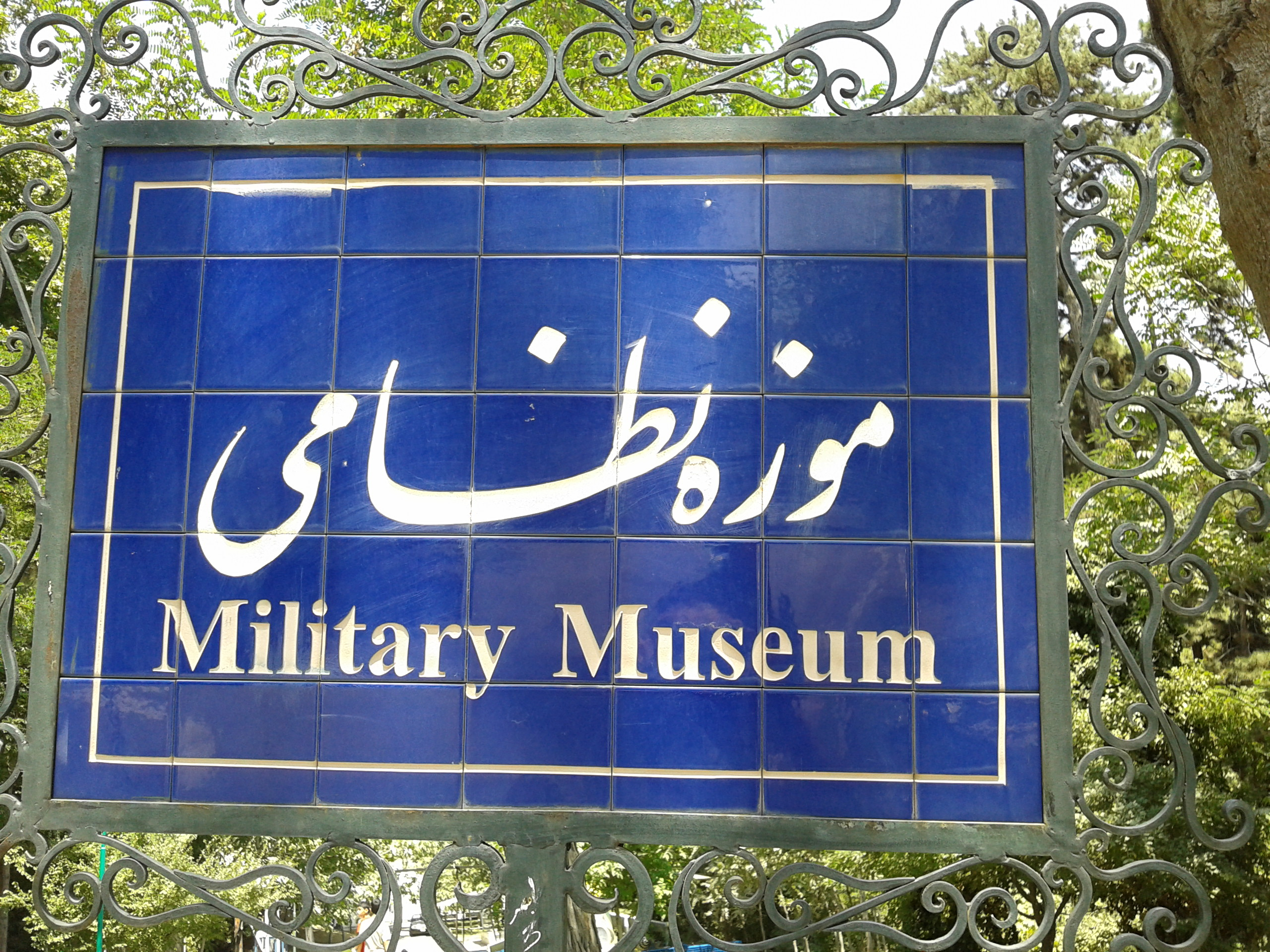

موزه نظامی (تهران)، در بخش مرکزی مجموعه سعد آباد قرار دارد. این ساختمان با زیر بنایی حدود سه هزار متر مربع، در دو طبقه و یک زیر زمین، به دستور رضا شاه، در سال ۱۳۱۴ خورشیدی، برای همسر دومش تاج الملوک ساخته شد. بنای فوق طی سال‌های ۱۳۵۱ تا ۱۳۵۲ خورشیدی، توسط واحد مهندسی مجموعه سعد آباد، بازسازی و به شهرام، پسر بزرگ اشرف پهلوی اهدا شد، و به کاخ شهرام معروف گشت.
پس از پیروزی انقلاب ایران، ساختمان مذکور، به موزه نظامی تبدیل شد. مجموعه فوق در سال ۱۳۰۲ خورشیدی، به موزه دانشکده افسری منتقل شده بود، که پس از انقلاب، بخشی از آن مجموعه، به موزه فعلی انتقال یافت. ساختمان موزه، در سال ۱۳۶۰ خورشیدی، توسط ارتش جمهوری اسلامی ایران بازسازی و در تاریخ ۳۱ شهریور سال ۱۳۶۲ خورشیدی، با نام موزه نظامی افتتاح گردید.
همچنین در محوطه‌ی این موزه تجهیزات متعلق به ارتش و نیروی هوایی شاهنشاهی ایران به نمایش درآمده است. همچنین سه هواپیما اف-۸۶ سیبر آکروجت تاج طلایی، اف-۸۴ تاندرجت، تی-۶ تگزان و بقایای توپولوف ۲۲ مستقر است.
پس از هشت سال تعطیلی و سه سال مرمت، این موزه در ۲۵ اسفند ۱۴۰۲ بازگشایی شد.

## نگارخانه

مجموعه آثار تاریخی-نظامی ایران، در محوطه کاخ-موزه نظامی کاخ سعدآباد.
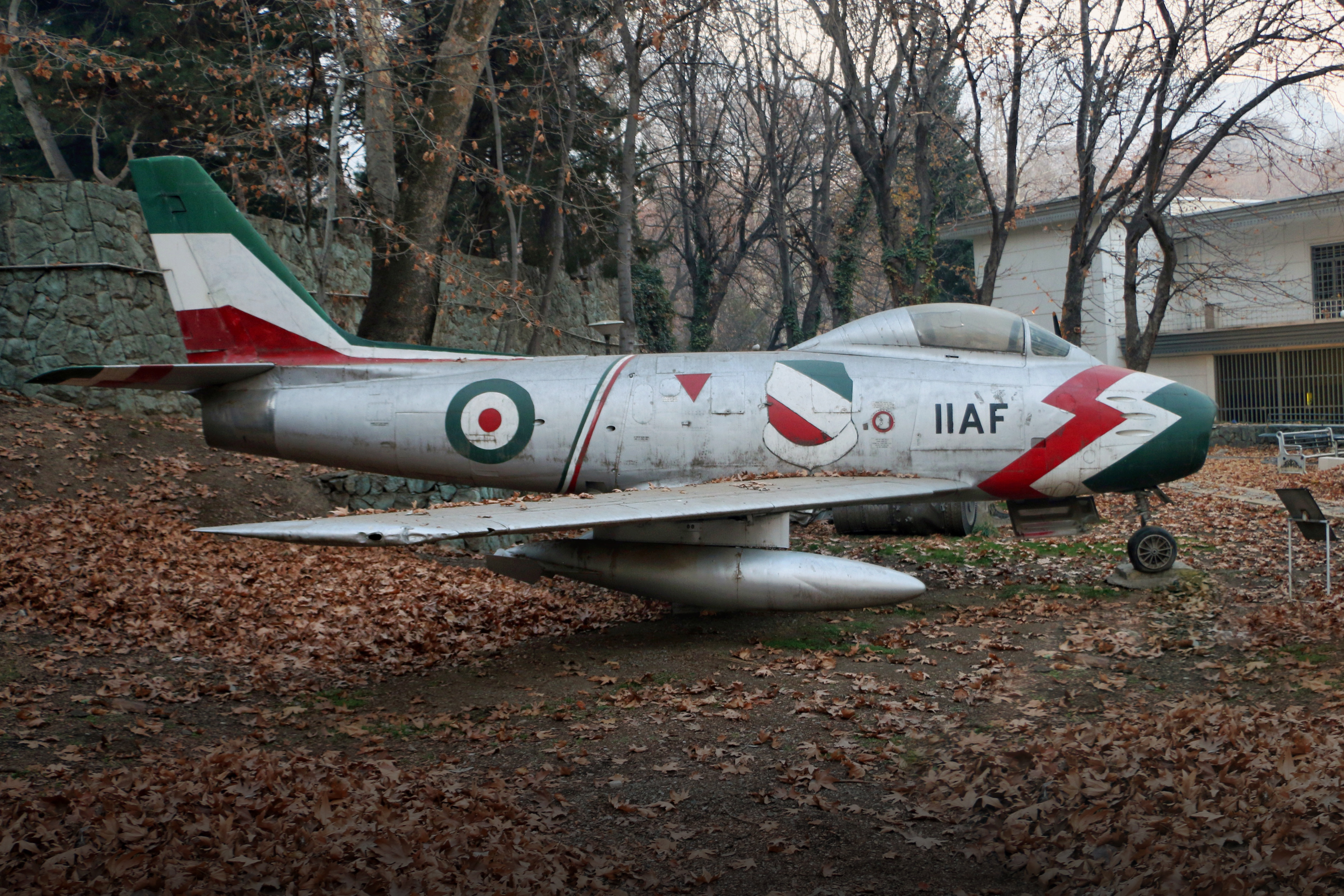
اف-۸۶ گروه تاج طلایی (رجیستر احتمالی:‌ ۱۲۱-۳) در محوطه موزه نظامی کاخ سعدآباد
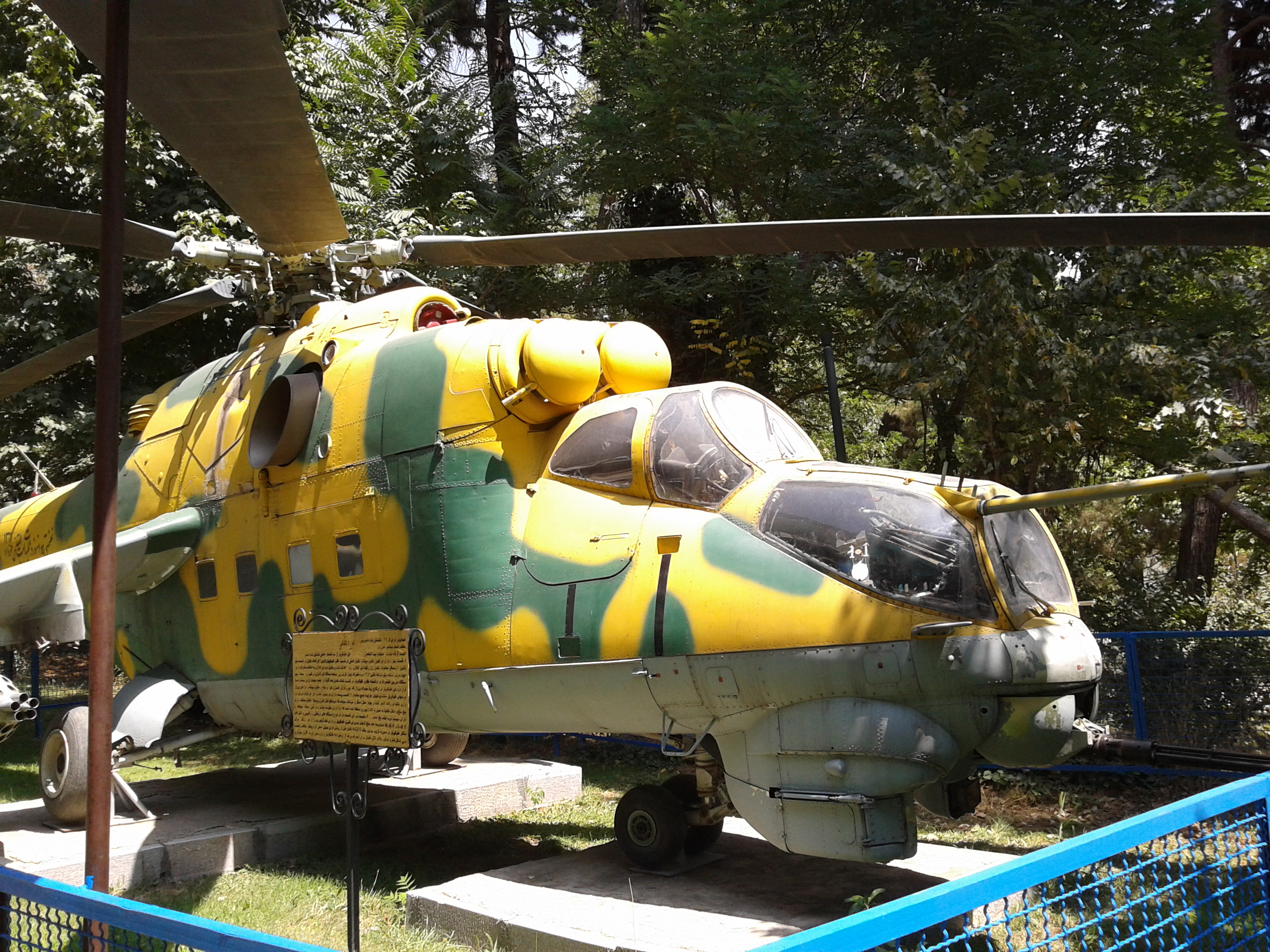
هلیکوپتر غنیمت گرفته شده از ارتش عراق بعثی
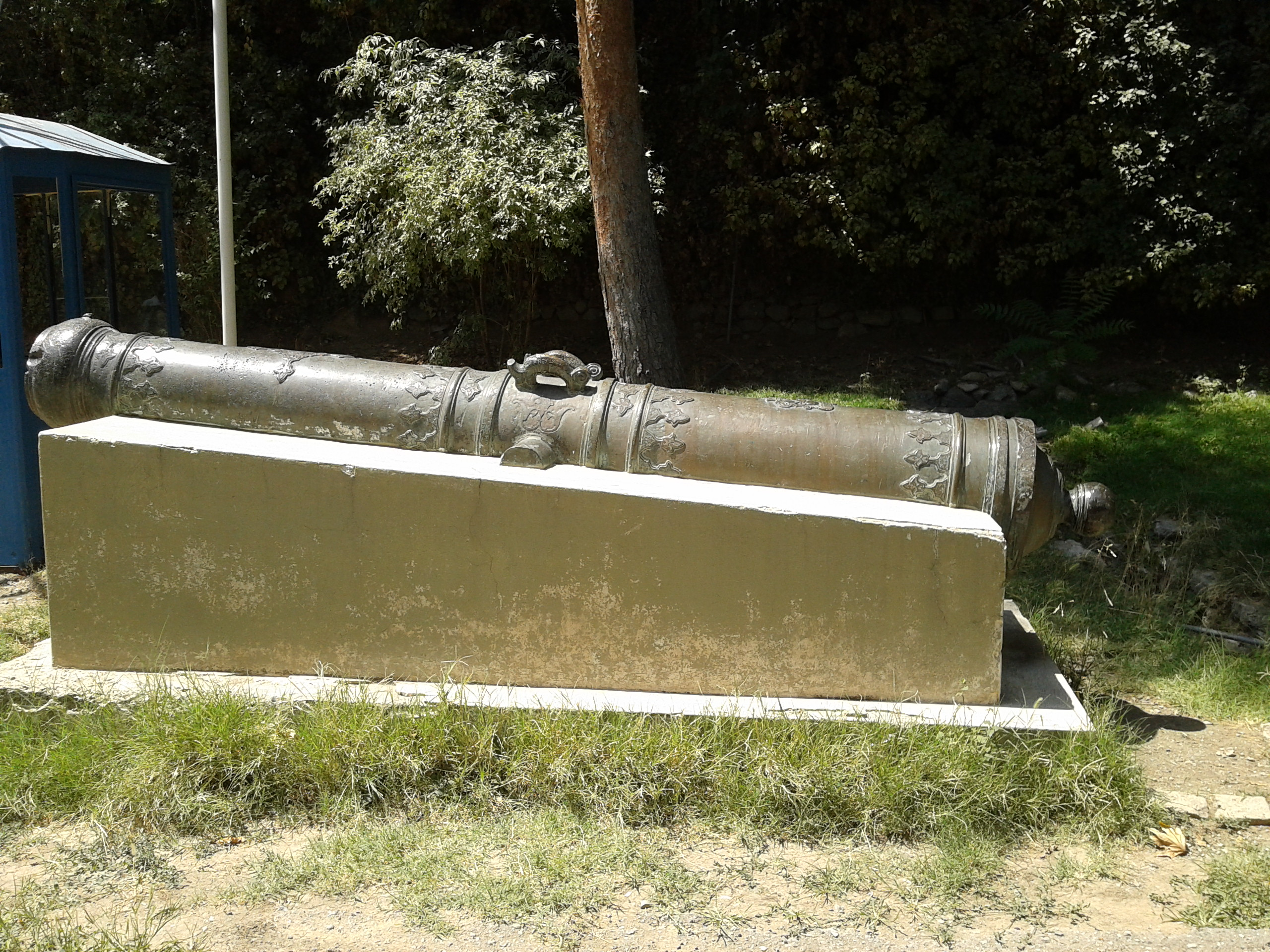
توپ جنگی
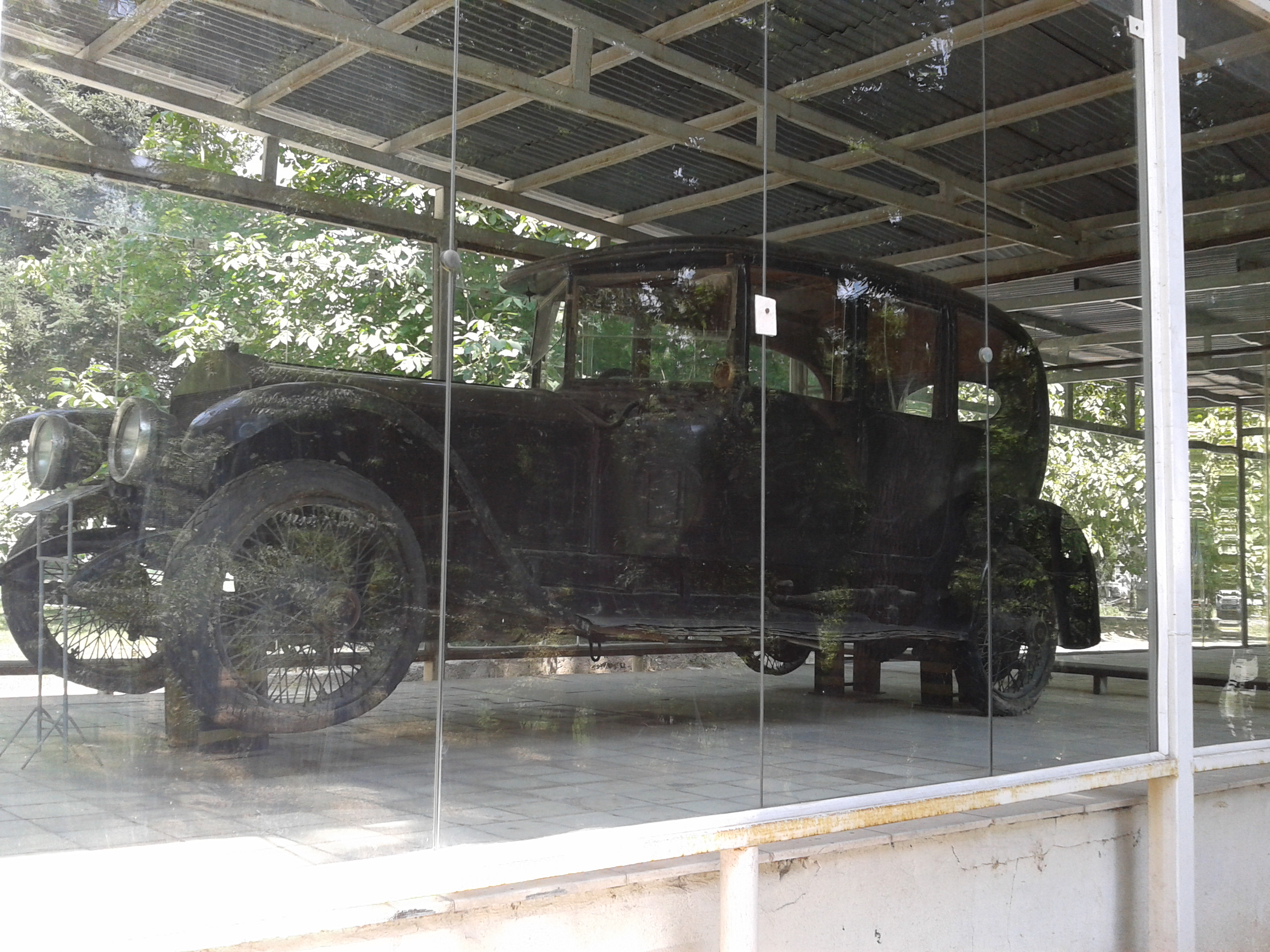
خودرو رولز-رویس رضاشاه پهلوی گرفته شده از فرمانفرما
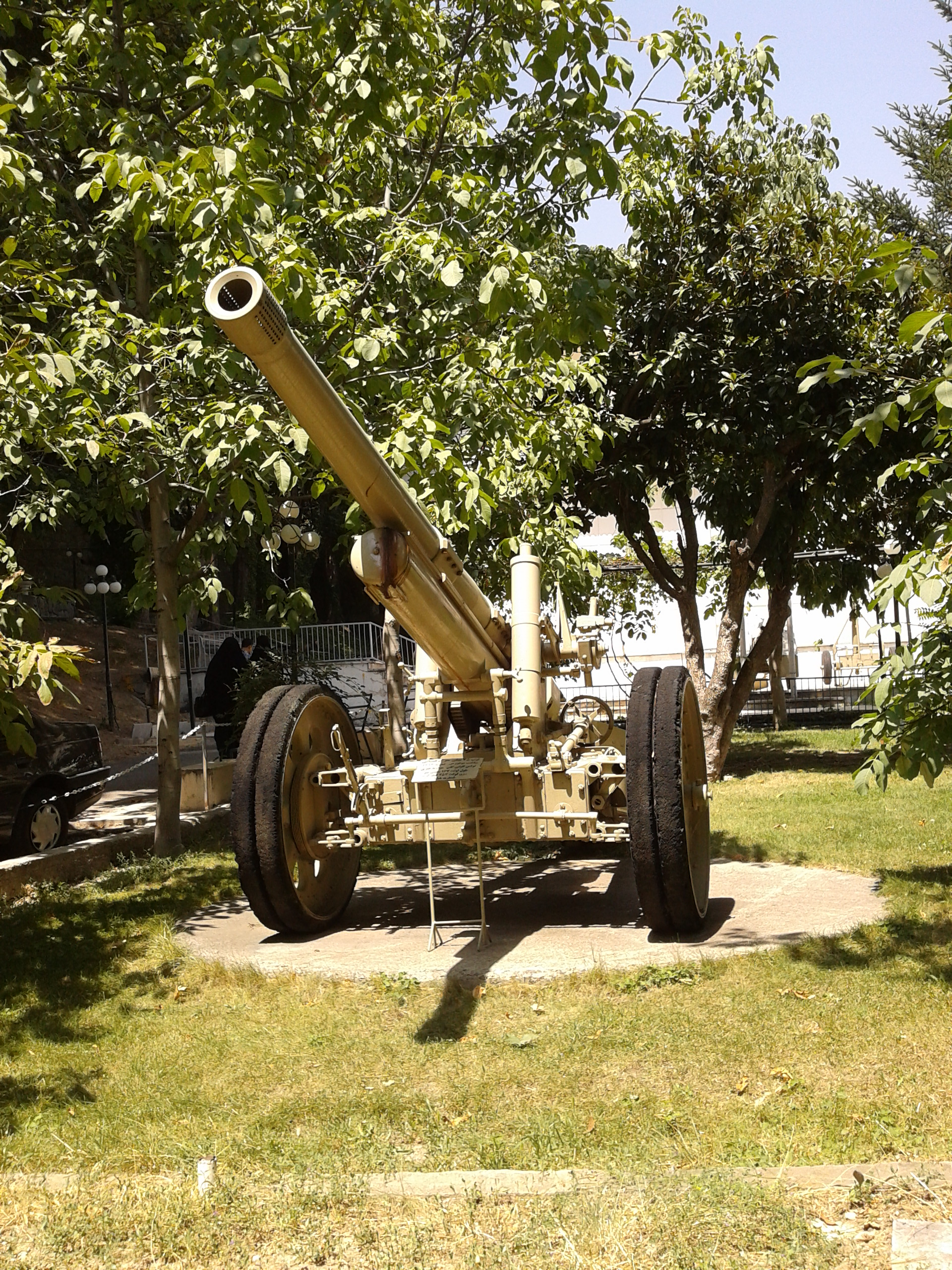
توپ جنگی دوران رضاشاه پهلوی
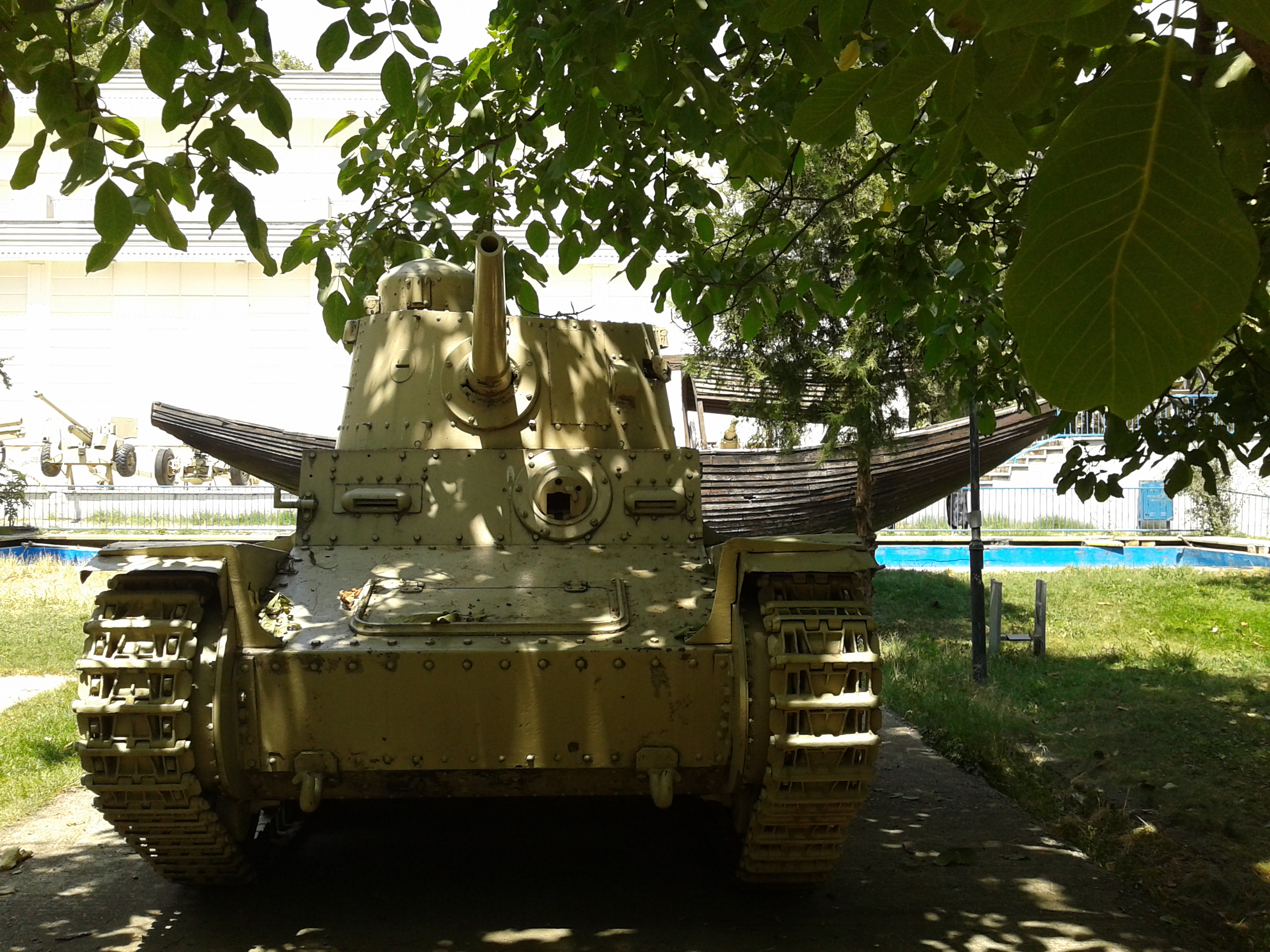
تانک دوران رضاشاه پهلوی
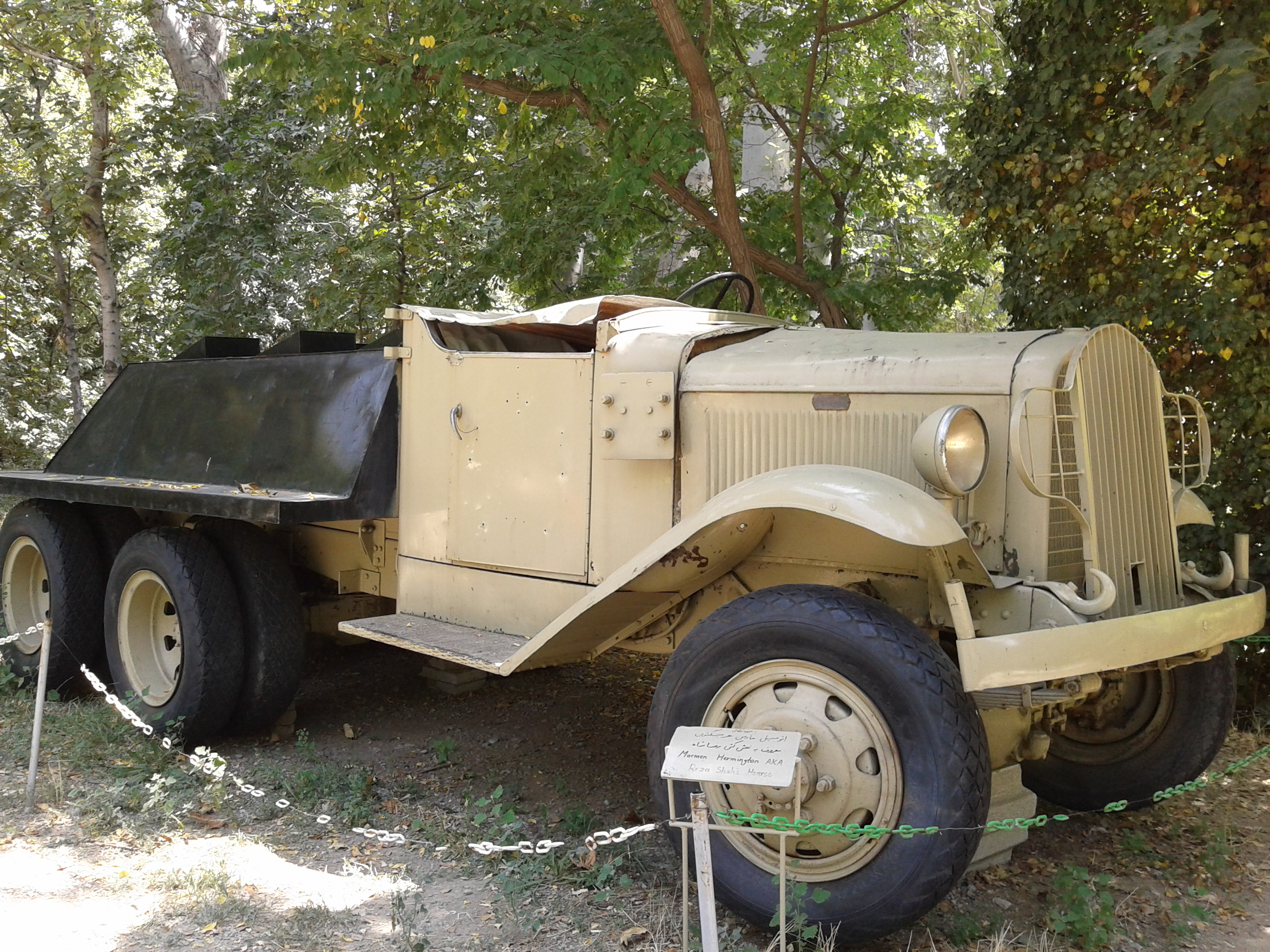
خودرو هارمون هرینگتون دوران رضاشاه پهلوی
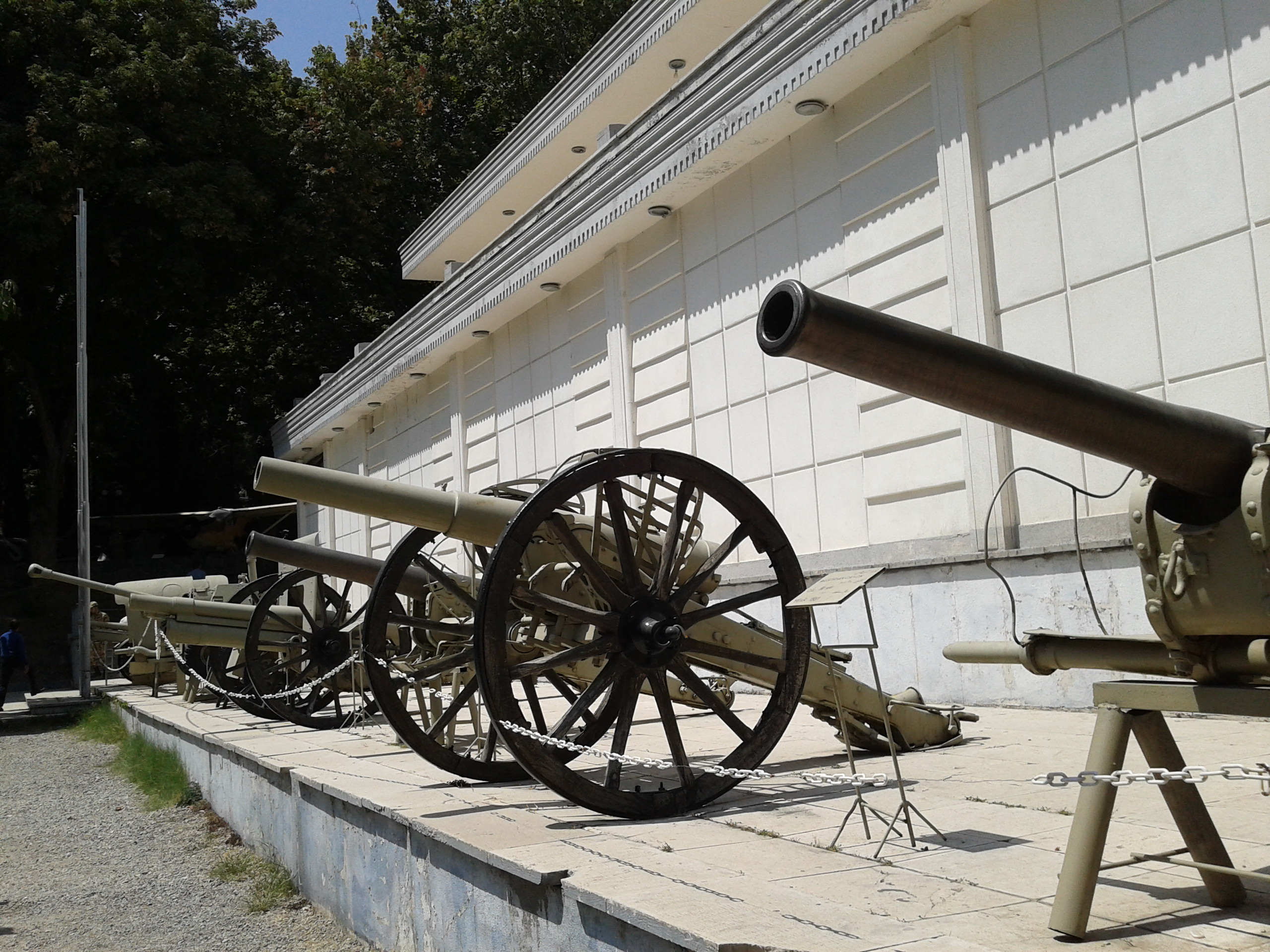
توپ‌های جنگی
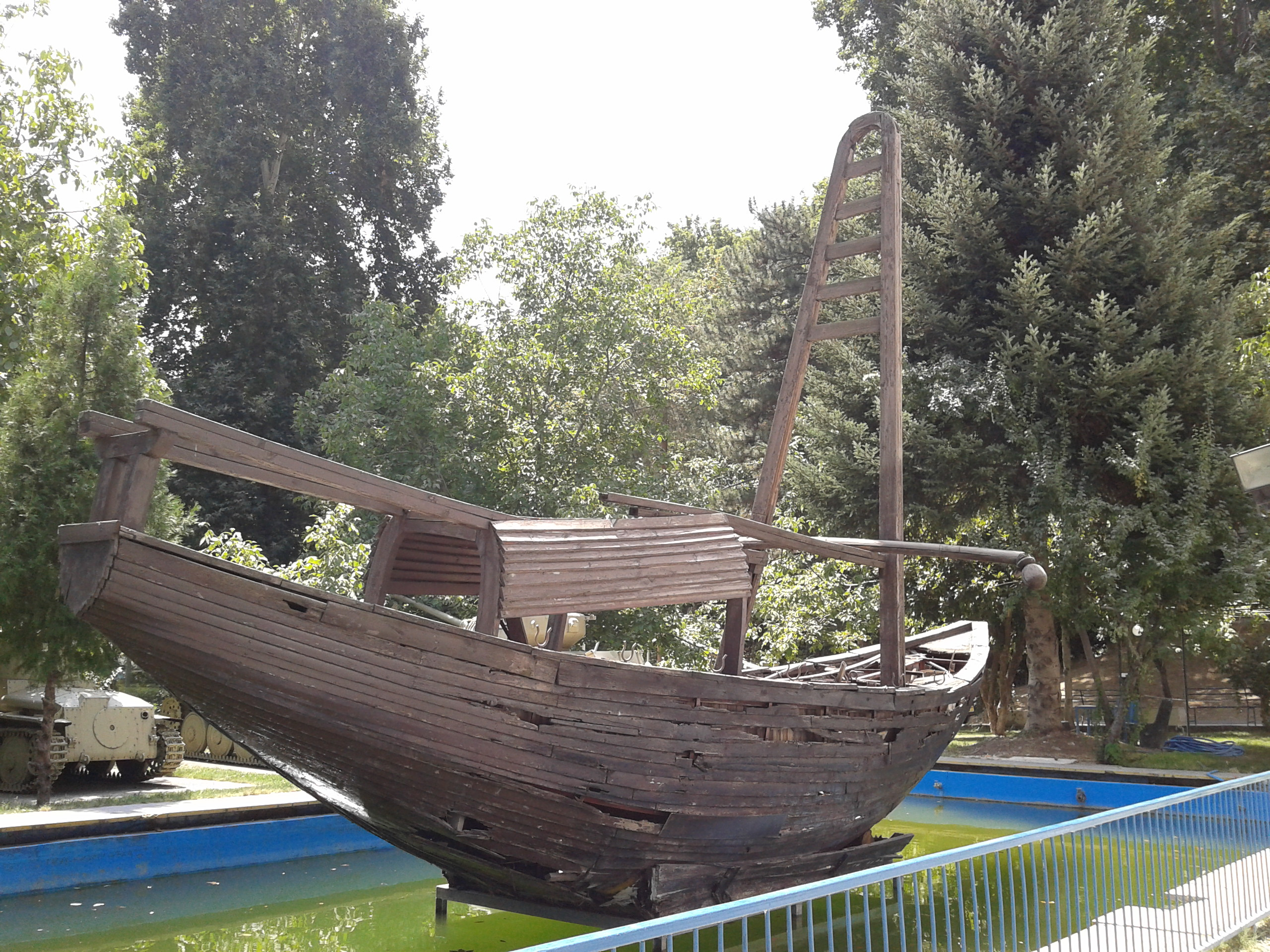
کشتی ساخته شده برای جشن‌های ۲۵۰۰ ساله شاهنشاهی ایران
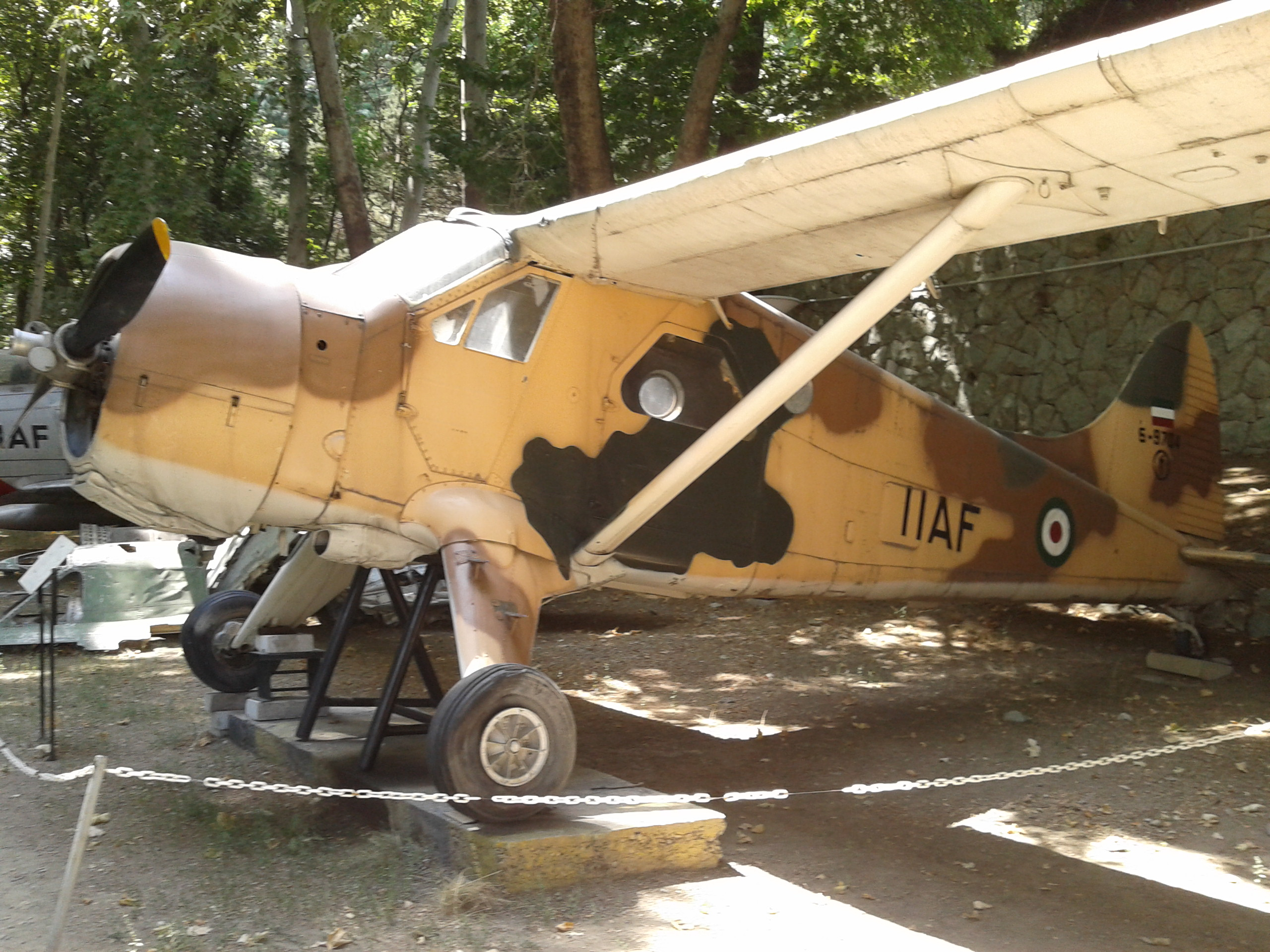
هواپیمای جنگی نیروی هوایی شاهنشاهی ایران
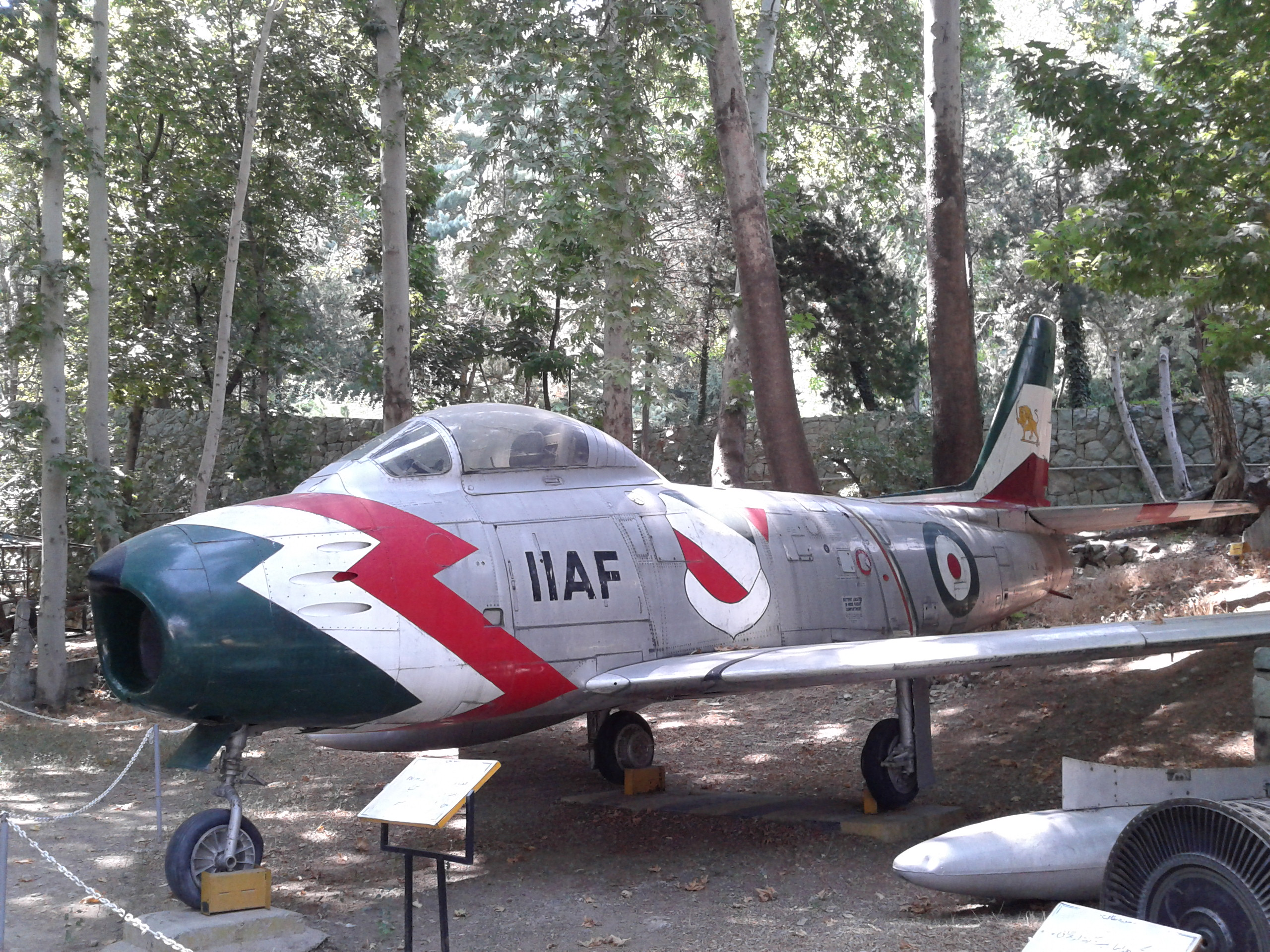
هواپیمای جنگی نیروی هوایی شاهنشاهی ایران
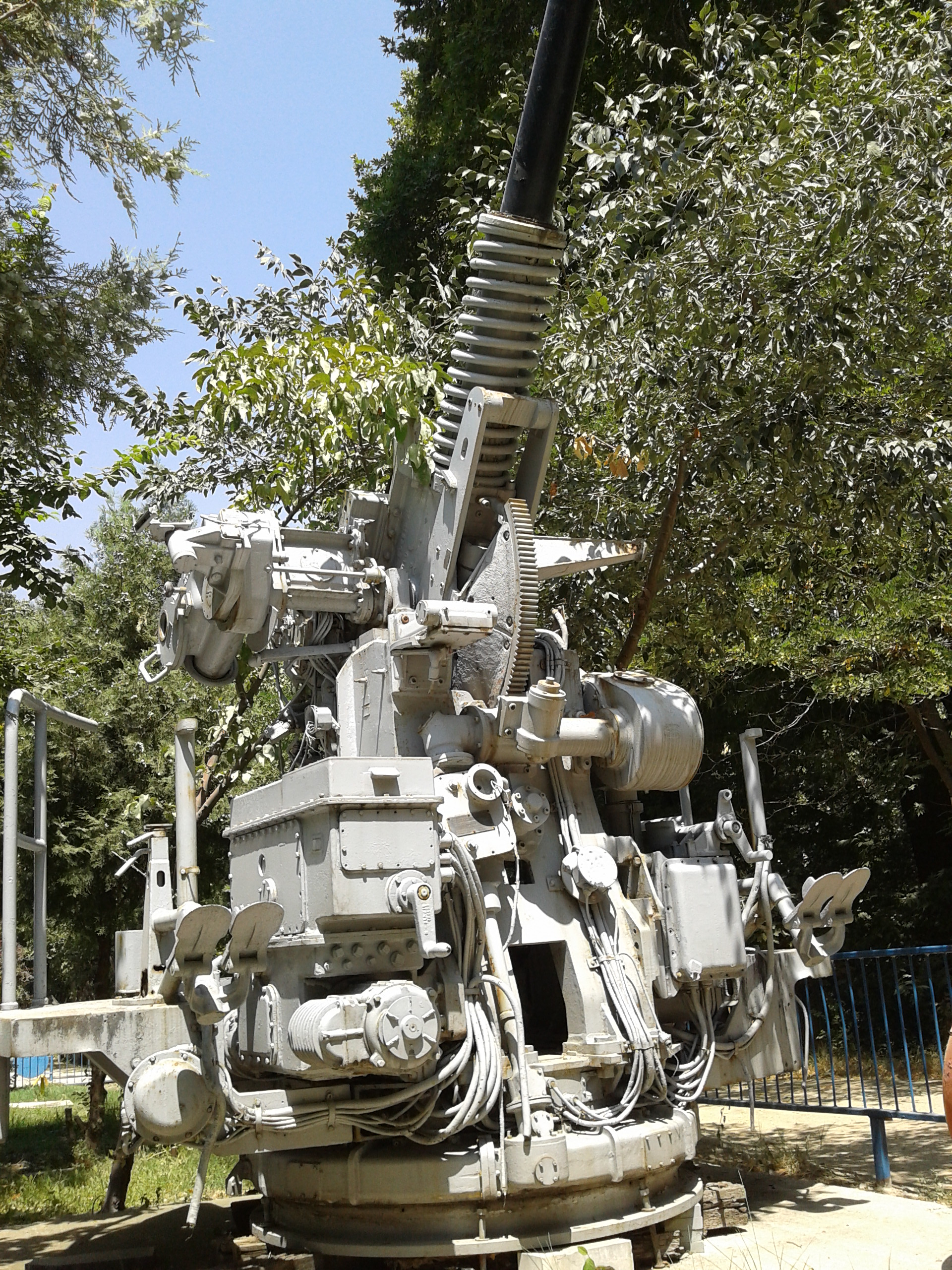
ضدهوایی نیروی دریایی ایران
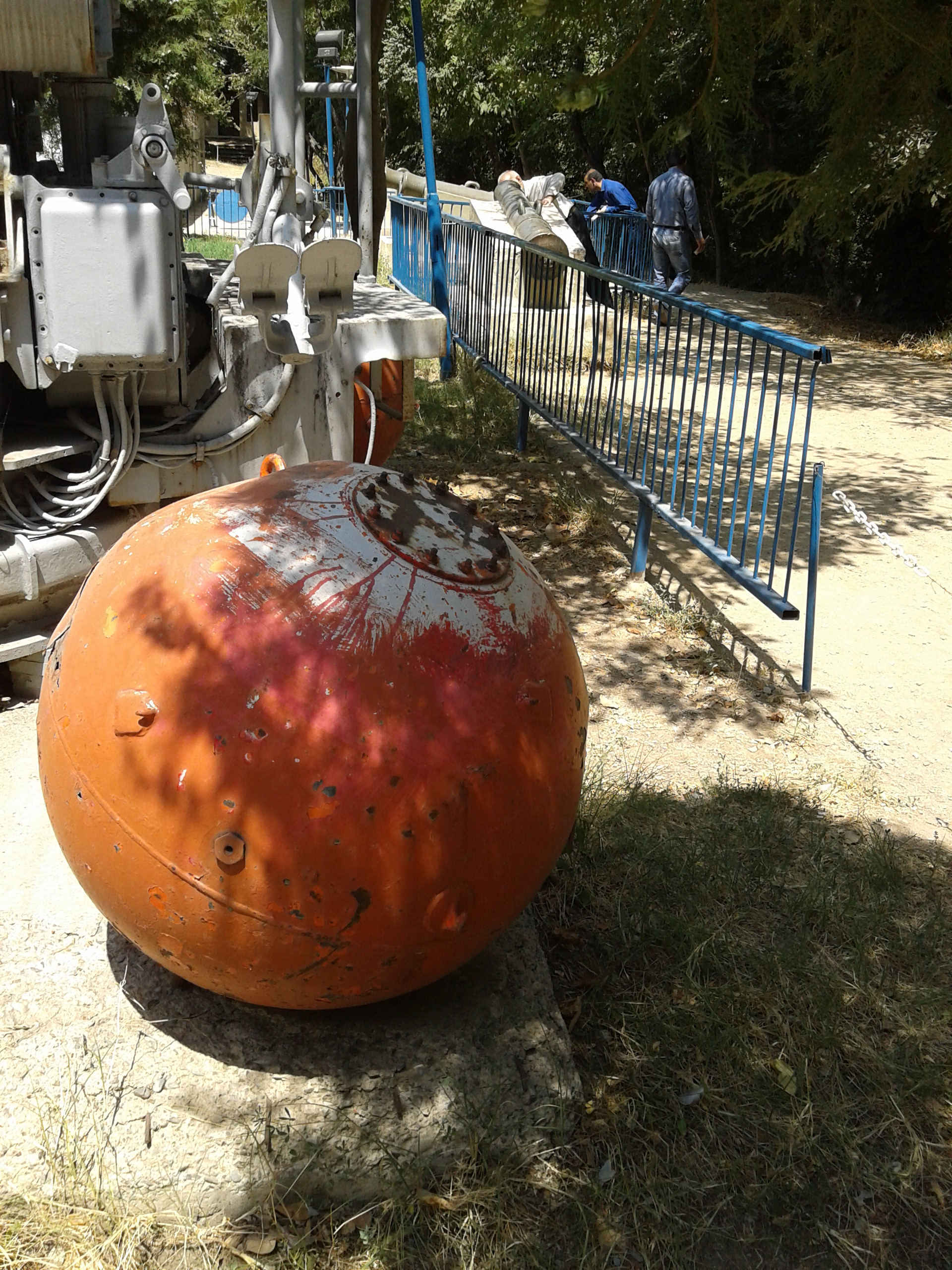
مین دریایی مکانیکی